# 紐波特 (新罕布什爾州普查規定居民點)
紐波特（英語：Newport）是位於美國新罕布什爾州沙利文縣的普查規定居民點。

## 人口
根據2020年美國人口普查的數據，紐波特的面積為36.54平方千米，皆為陸地。當地共有人口4735人，而人口密度為每平方千米129.58人。